# Liste der Monuments historiques in Ganagobie
Die Liste der Monuments historiques in Ganagobie führt die Monuments historiques in der französischen Gemeinde Ganagobie auf.

## Liste der Bauwerke
| Bezeichnung                 | Beschreibung              | Standort | Kennzeichnung | Schutzstatus | Datum | Bild           |
| --------------------------- | ------------------------- | -------- | ------------- | ------------ | ----- | -------------- |
| Ehemaliges Priorat          | Erbaut im 12. Jahrhundert | (Lage)   | PA00080404    | Classé       | 1886  | weitere Bilder |
| Brücke, genannt Römerbrücke | Erbaut im 13. Jahrhundert | (Lage)   | PA00080403    | Classé       | 1963  | weitere Bilder |